# Grand-Goâve
Grand-Goâve (Haitianisch-Kreolisch Grangwav) ist eine Gemeinde im Arrondissement Léogâne im Département Ouest in Haiti. Sie liegt 68 Kilometer südwestlich von Port-au-Prince. Die Stadt hatte 2015 eine Bevölkerung von etwa 42.500 Einwohnern.

## Geschichte
Grand-Goâve ist eine der ältesten Siedlungen des Landes. Sie wurde von der indigenen Urbevölkerung „Goâve“ genannt. 1590 gründeten die Spanier einen kleinen Marktflecken, den sie „Aguava“ nannten. Nachdem 1663 weiter westlich ein Ort gegründet worden war, der anfangs denselben Namen trug, versah man zur Unterscheidung beide mit Namenszusätzen: „Grand-Goâve“ für den älteren Ort und „Petit-Goâve“ für den jüngeren. Ungeachtet der Namen, die eine umgekehrte Rangfolge erwarten lassen, entwickelte sich Petit-Goâve zum größeren Ort. Grand-Goâve wurde deshalb von Petit-Goâve aus verwaltet.
Am 18. Juni 1799 gelang 4000 aufständischen Schwarzen unter der Führung von André Rigaud die Einnahme des Ortes. 1890 hatte Grand-Goâve 3000 Einwohner.
Grand-Goâve wurde durch das Erdbeben vom 12. Januar 2010 zu 90 % zerstört. Alle öffentlichen Gebäude wurden zerstört, einschließlich der Schulen, des Rathauses und der Polizeistation.

## Persönlichkeiten
- Franck Sylvain (1909–1987), Politiker; 1957 Präsident von Haiti
- Johane Laforte (* 1996), Fußballspielerin